# Virachola vocetius
Virachola vocetius är en fjärilsart som beskrevs av Hans Fruhstorfer 1912. Virachola vocetius ingår i släktet Virachola och familjen juvelvingar. Inga underarter finns listade i Catalogue of Life.